# Robert Carrick
Robert Carrick (* 1873; † 1957) war ein britisch-schwedischer Sportler und Sportfunktionär. Er gilt als einer der Pioniere des modernen Sports in Schweden. 2009 wurde er aufgrund seiner Verdienste um den schwedischen Fußball in die SFS Hall Of Fame aufgenommen.

## Werdegang
Der in England geborene Carrick kam als Kind nach Gävle, da sich sein Vater dort beruflich niederließ. Nachdem er seine Schullaufbahn in England abgeschlossen hatte, kehrte er Ende der 1880er Jahre nach Schweden zurück, um im väterlichen Betrieb zu arbeiten. Nachdem er als Revisor für die Gefleborgs Enskilda Bank tätig gewesen war, gründete er 1912 seinen eigenen Betrieb für Holzwaren. Zudem betrieb eine Ziegelei und für das Versicherungsunternehmen Skandia ein Vermittlerbüro.
Carrick schloss sich zu Beginn der 1890er Jahre Gefle IF an und trat für den Klub, in dessen Vorstand er ab 1891 vertreten war, in verschiedenen Sportarten an. In der Leichtathletik, im Turnen, Skifahren, Eiskunst- sowie Eisschnelllaufen, Rudern, Segeln und Radfahren gehörte er alsbald zu den besten Sportlern Schwedens und gewann beispielsweise über 100 Meter und 110 Meter Hürden jeweils den Landesmeistertitel. Mitte des Jahrzehnts gehörte er zu den Initiatoren einer Fußballmannschaft im Verein. Als Leiter der Mannschaft etablierte er moderne Trainingsmethoden und führte sie zwischen 1899 und 1902 zum dreifachen Triumph im Rosenska Pokalen, einem der bedeutendsten Fußballwettbewerbe innerhalb Schwedens zu jener Zeit. Bei den ersten Teilnahmen 1905 und 1906 erreichte er mit der Mannschaft jeweils das Halbfinale der Svenska Mästerskapet.
Bis 1928 gehörte er dem Vorstand von Gefle IF an. Zwischen 1903 und 1908 war er zudem im Vorstand des Riksidrottsförbundet vertreten. 1922 übernahm er in Gävle das Amt des britischen Vizekonsuls.